# Gornja Ržana
Gornja Ržana (en serbe cyrillique : Горња Ржана) est un village de Serbie situé dans la municipalité de Bosilegrad, district de Pčinja. Au recensement de 2011, il comptait 55 habitants.

## Démographie

### Évolution historique de la population
| 1948 | 1953 | 1961 | 1971 | 1981 | 1991 | 2002 | 2011 |
| ---- | ---- | ---- | ---- | ---- | ---- | ---- | ---- |
| 414  | 424  | 401  | 337  | 235  | 168  | 95   | 55   |

|  |